# Live at AVO Session Basel
Live At Avo Session Basel è un DVD della band progressive rock inglese Jethro Tull, registrato nel 2008 e pubblicato nel 2009. Nel 2025 il concerto è stato pubblicato anche in CD e LP con il titolo Live From Baloise Session.

## Tracce
1. My Sunday Feeling
2. Living In The Past
3. Serenade To A Cuckoo
4. So Much Trouble
5. Nursie
6. Rocks on the Road
7. A New Day Yesterday
8. Too Old to Rock 'n' Roll: Too Young to Die
9. Bourée
10. Nothing Is Easy
11. Dharma for One
12. Heavy Horses
13. Thick as a Brick (excerpt)
14. Aqualung
15. Locomotive Breath

## Formazione
- Ian Anderson - cantante, flauto traverso, chitarra acustica
- Martin Barre - chitarra elettrica
- David Goodier - basso
- John O'Hara - tastiere
- Doane Perry - batteria